# Wildwasserrennsport-Weltmeisterschaften 2015
Die Kanuwildwassersprint-Weltmeisterschaften 2015 fanden vom 26. bis 28. Juni 2015 in Wien statt. Es waren die dritten reinen Sprint-Weltmeisterschaften im Wildwasserrennsport.
Insgesamt wurden neun Wettbewerbe ausgetragen, bei den Männern jeweils eine Einzel- und eine Mannschaftsentscheidung im Einer-Kajak (K1), Einer-Canadier (C1) und Zweier-Canadier (C2) und bei den Frauen eine Einzel- und Mannschaftsentscheidung im Einer-Kajak und eine Einzelentscheidung im Einer-Canadier.

## Ergebnisse

### Männer

#### Kajak
| Wettbewerb | Gold                                                | Zeit  | Silber                                         | Zeit  | Bronze                                           | Zeit  |
| K-1        | Paul Graton                                         | 40,00 | Nejc Žnidarčič                                 | 40,31 | Vid Debeljak                                     | 40,83 |
| K-1 Team   | FrankreichGaetan Guyonnet Paul Graton Clement Faure | 43,66 | SlowenienTim Kolar Vid Debeljak Nejc Žnidarčič | 43,77 | TschechienJan Olejnik Thomas Slovak Richard Hala | 45,08 |

#### Canadier
| Wettbewerb | Gold                                                                                              | Zeit  | Silber                                                                                 | Zeit  | Bronze                                                                                     | Zeit  |
| C-1        | Guillaume Alzingre                                                                                | 41,90 | Normen Weber                                                                           | 42,85 | Mattia Quintarelli                                                                         | 43,99 |
| C-1 Team   | FrankreichQuentin Dazeur Guillaume Alzingre Antoine Demateis                                      | 46,47 | DeutschlandDominik Pesch Tim Heilinger Normen Weber                                    | 47,13 | ItalienMattia Quintarelli Vladi Panato Giorgio Dell’Agostino                               | 48,13 |
| C-2        | FrankreichDamien Mareau Pierre Troubady                                                           | 42,77 | SlowenienLuka Zganjar Peter Znidarsic                                                  | 43,24 | SlowenienSimon Hočevar Blaz Cof                                                            | 43,84 |
| C-2 Team   | FrankreichTony Debray Louis Lapointe Damien Mareau Pierre Troubady Quentin Dazeur Gaitan Guyonnet | 47,28 | TschechienOndřej Rolenc Jan Šťastný Marek Rygel Petr Vesely Michael Sramek Lukas Tomek | 47,98 | SlowenienSimon Hočevar Maks Franceskin Blaz Cof Nejc Žnidarčič Luka Zganjar Peer Znidarsic | 48,45 |

### Frauen

#### Kajak
| Wettbewerb | Gold                                               | Zeit  | Silber                                                     | Zeit  | Bronze                                                   | Zeit  |
| K-1        | Costanza Bonaccorsi                                | 44,34 | Anezka Paloudova                                           | 45,45 | Martina Satková                                          | 46,84 |
| K-1 Team   | FrankreichClaire Bren Manon Hostens Marion Leriche | 50,18 | TschechienAnezka Paloudova Martina Satková Klara Padourova | 51,52 | ItalienCostanza Bonaccorsi Beatrice Grasso Mathilde Rosa | 52,27 |

#### Canadier
| Wettbewerb | Gold        | Zeit  | Silber          | Zeit  | Bronze            | Zeit  |
| C-1        | Claire Haab | 51,48 | Martina Satková | 52,11 | Marlene Ricciardi | 52,23 |

## Medaillenspiegel
| Platz  | Land        | Gold | Silber | Bronze | Gesamt |
| ------ | ----------- | ---- | ------ | ------ | ------ |
| 1      | Frankreich  | 8    | –      | –      | 8      |
| 2      | Italien     | 1    | –      | 4      | 5      |
| 3      | Tschechien  | –    | 4      | 2      | 6      |
| 4      | Slowenien   | –    | 3      | 3      | 6      |
| 5      | Deutschland | –    | 2      | –      | 2      |
| Gesamt | Gesamt      | 9    | 9      | 9      | 27     |